# Estero Camposanto
El estero Camposanto es un curso natural de agua que fluye desde las laderas occidentales de la Cordillera de la Costa con dirección general poniente hasta desembocar en el mar.